# 札幌市立旭小学校
札幌市立旭小学校（さっぽろしりつ あさひしょうがっこう）は、北海道札幌市豊平区水車町三丁目にある市立小学校。
校木はイチイであり、地元住民から寄贈されたものである。また、校花はひまわりである。
青少年赤十字活動加盟校である。

## 沿革
- 1955年（昭和30年）
  - 9月 - 札幌市立豊平小学校より分割し、開校する。
  - 9月17日 - 校章制定[1]。
  - 10月 - 開校記念式典挙行。9月26日を開校記念日と定めた。
- 1956年（昭和31年） - 学校前庭の整備が行われた。
- 1957年（昭和32年）8月 -  教室（8教室）と音楽室竣工により、豊平小学校より児童325名転入。
- 1958年（昭和33年）4月 - 豊平小学校より児童220名転入。
- 1959年（昭和34年）9月 - 開校5周年記念式典挙行。
- 1960年（昭和35年）5月 - 旭小同窓会発足。
- 1975年（昭和50年）
  - 5月 - 校木「いちい」、校花を「ひまわり」を制定。
  - 9月 - 開校20周年記念式典挙行。
- 1977年（昭和52年）11月 - グラウンド改修工事及び教室二重窓に改修。
- 1979年（昭和54年）9月 - 開校25周年記念式典挙行。
- 1980年（昭和55年）2月 - 前庭に水車小屋設置、新体育館竣工。
- 1982年（昭和57年）12月 - 新校舎完成。
- 1983年（昭和58年）
  - 7月 - プール及び温室竣工。
  - 8月 - グラウンド造成完了、新校門完成。
- 1984年（昭和59年）6月 - 旧校舎解体。芝張り、教材園完成。
- 1985年（昭和60年）
  - 3月 - 多目的室完成。
  - 5月 - 開校30周年記念式典挙行、祝賀会開催。記念誌『水車のものがたり』刊行。『希望の像』制作。
- 1987年（昭和62年）
  - 3月 - 東階段（非常階段囲み工事）完成。
  - 5月 - 『水車ゆかりの地』記念碑除幕式挙行。
- 1993年（平成5年）12月 - 飼育観察室完成。
- 1995年（平成7年）9月 - 開校40周年記念式典挙行、祝賀会開催。
- 1998年（平成10年）3月 - コンピュータ室完成。
- 2000年（平成12年）9月 - 開校45周年記念児童集会開催。
- 2003年（平成15年）8月 - 外物置改修。
- 2004年（平成16年）
  - 8月 - 保健室・職員室・食器保管庫改修工事。
  - 10月 - 水車復元セレモニー開催。外灯「水銀灯」設置。
- 2005年（平成17年）
  - 8月 - 多目的室床改修工事。
  - 9月 - 開校50周年記念式典挙行、祝賀会開催。記念誌『新・水車ものがたり』刊行。
- 2006年（平成18年）
  - 5月 - 児童会室床改修工事。
  - 7月 - コスモス・菜の花ロード完成。
- 2007年（平成19年）
  - 4月 - ソーラーパネル等設置。
  - 10月 - ミニ児童会館開館。
- 2010年（平成22年）5月 - ビオトープ完成。

## アクセス
- じょうてつバス「環56」系統で、「旭小学校前」バス停下車。
- 市営地下鉄東豊線学園前駅より、
  - 徒歩10分。
  - 上述のじょうてつバス「環56」系統に乗車し2分、「旭小学校前」停留所下車。
- 市営地下鉄南北線中島公園駅から、徒歩10分
- 市営地下鉄南北線平岸駅から、上述のじょうてつバス「環56」系統に乗車し8分、「旭小学校前」停留所下車。